# Indriovití

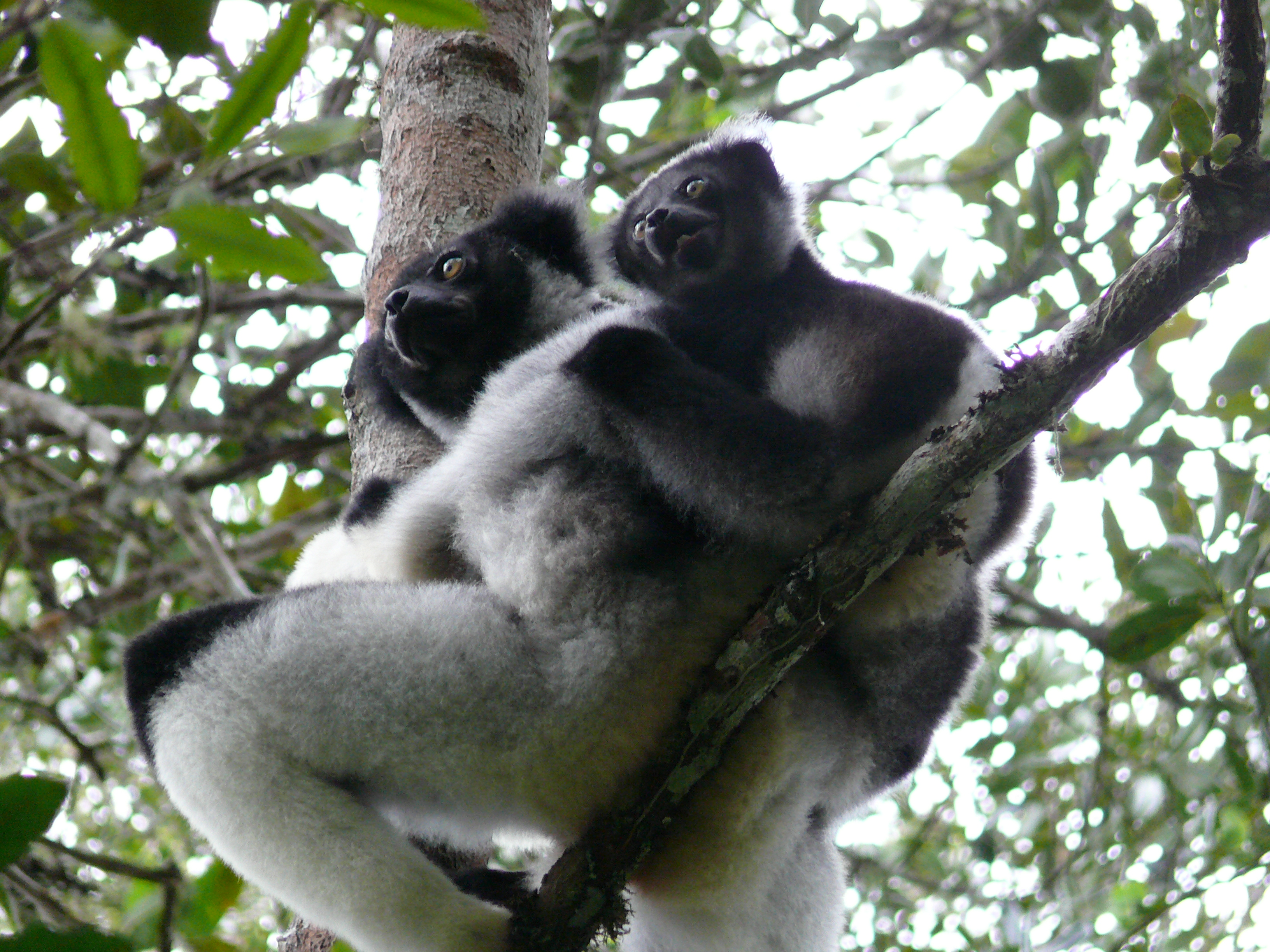
Indri s mládětem (Indri indri)

Indriovití (Indriidae) je čeleď nejprimitivnějších primátů, má tři rody: avahi (Avahi), indri (Indri) a sifaka (Propithecus).

## Rozšíření
Patří mezi endemity, vyskytující se na Madagaskaru. Žijí ve vlhkých i suchých tropických lesích, galeriových lesích i subtropické savaně. Obývají jak rozlehlé pralesní oblasti, tak i osamocené zbytky lesů.

## Popis
Jsou to poloopice s dlouhou srstí, která může být barvy bělavé, načervenalé až po šedou a černou. Kulaté ušní boltce jsou malé a zakryté srstí. Zadní končetiny s protistojným palcem jsou asi o třetinu delší a silnější než přední se štíhlými dlouhými rukama a prsty s nehty. Mají zbytky po bláně spojující hrudník s předními končetinami a umožňující klouzavý let při skocích. Mají uzpůsobené oči pro noční vidění, zažívací ústrojí má zvětšené tlusté i slepé střevo pro zlepšení trávení rostlinné potravy, kterému napomáhají také výkonné slinné žlázy.
Velikostně jsou značně rozdílní. Zástupce rodu avahi je veliký asi jen 30 cm a váží okolo 1 kg, indri naopak měří až 1 m a váží okolo 10 kg, což je největší s poloopic. Rody avahi a sifaka mají ocasy dlouhé zhruba jako tělo, kdežto rod indri má z ocasu jen pahýl. U indriů a sifaků jsou samice o něco větší, u avahiů pohlavní dimorfismus není patrný.

## Potrava
Indriovití jsou býložravci, jejich hlavní potravou jsou listy, čerstvé výhonky, plody, semena a květy, pro doplnění živin okusují kůru stromů nebo lížou jíl. Krmí se prakticky po celý den, mezi jídly však mají časté přestávky pro strávení objemné nevýživné stravy.

## Způsob života
Poloopice rodu avahi jsou noční, kdežto indri a sifaka jsou denními živočichy. Všechny druhy žijí na stromech, ačkoliv příležitostně se pohybují i po zemi krátkými kroky po zadních končetinách se zdviženými předními. Na zem sestupují za lákavou krmi nebo pro přesun za potravou do jiné oblasti. Ve větvích stromů se pohybují velice rychle, umí dobře skákat, odrážejí se a dopadají na zadní končetiny. Dokáži dobře šplhat i po svislém kmeni a následně bočně odskočit na jiný kmen nebo větev (tzv. vertikální lpění a skákání).
Avahiové a indriové se zdržují v menších skupinkách po 2 až 5 jedincích, kdežto sifakové tvoří asi 10členné skupiny. Svá území si označují pachovými žlázami, které samice mají u řitního otvoru a samci na hrudi, tyto pachové signály také informují o připravenosti k rozmnožování i postavení jedince ve skupině. Spolu také jednotlivé druhy komunikují akusticky a to jak v rodinných skupinách, tak i při střetu s cizími.

## Rozmnožování
Indriovití žijí monogamně po mnoho let. Samice mají estrální cyklus krátký, asi jen 10 až 36 hodin, tehdy jim oteče a zrůžoví okolí pohlaví. Páří se většinou v prosinci nebo v lednu. Po čtyř až pětiměsíční březostí, většinou na konci období sucha, vrhne samice jedno mládě o hmotnosti asi 0,2 % hmotnosti matky. Rodí se plně osrstěné a je schopno se na matku zavěsit, ta ho kojí asi pět až šest měsíců. Pohlavní dospělosti dosahují asi po 3 až 5 létech života, pak většinou odcházejí z rodinných skupin a zakládají nové.

## Ohrožení
Podle IUCN jsou považováni za:
- ohrožené druhy:

, avahi západní, sifaka Coquerelův, sifaka černohlavý, sifaka Milne-Edwardsův, sifaka Tattersallův, sifaka velký,
- kriticky ohrožené druhy:

sifaka bílý, sifaka Perriersův, sifaka Deckenův, sifaka malý, indri indri, avahi Cleesův
Místní obyvatelé indriovité nezabíjejí, vzhledem k výrazu jejich obličeje a ruce podobné lidské je považují za příbuzné svých předků. Jsou ale ohrožováni rychlým úbytkem přirozených biotopů. Menší druhy a mláďata jsou lovena cibetkovitou šelmou fosa nebo jestřáby.

## Taxonomie
rod avahi (Avahi) Jourdan, 1834
- avahi betsileo (Avahi betsileo) Andriantompohavana et al., 2007
- avahi Cleeseův (Avahi cleesei) Thalmann et Geissmann, 2005
- avahi jednobarevný (Avahi unicolor) Thalmann et Geissmann, 2000
- avahi jižní (Avahi meridionalis) Zaramody et al., 2006
- avahi Peyrierův (Avahi peyrierasi) Zaramody et al., 2006
- avahi Ramantsoavanův (Avahi ramanantsoavanai) Zaramody et al., 2006
- avahi vlnatý (Avahi laniger) Gmelin, 1788
- avahi západní (Avahi occidentalis) von Lorenz-Liburnau, 1898

rod indri (Indri) É. Geoffroy et G. Cuvier, 1796
- indri indri (Indri indri) Gmelin, 1788

rod sifaka (Propithecus) Bennett, 1832
- sifaka bílý (Propithecus candidus) A. Grandidier, 1871
- sifaka Coquerelův (Propithecus coquereli) A. Grandidier, 1867
- sifaka černohlavý (Propithecus coronatus) Milne-Edwards, 1871
- sifaka Deckenův (Propithecus deckenii) A. Grandidier, 1867
- sifaka malý (Propithecus verreauxi) A. Grandidier, 1867
- sifaka Milne-Edwardsův (Propithecus edwardsi) A. Grandidier, 1817
- sifaka Perriersův (Propithecus perrieri) Lavauden, 1931
- sifaka Tattersalův (Propithecus tattersalli) Simons, 1988
- sifaka velký (Propithecus diadema) Bennett, 1832